# John Cheever
Pour les articles homonymes, voir Cheever.
John Cheever, né le 27 mai 1912 à Quincy, dans le Massachusetts, mort à Ossining, dans l'État de New York, le 18 juin 1982 , est un écrivain américain.

## Biographie
John William Cheever naît à Quincy (Massachusetts), fils cadet de Frederick Lincoln Cheever et Mary Liley Cheever. Son père est un négociant en chaussures prospère et John Cheever passe son enfance dans une grande maison victorienne, au 123 Winthrop Avenue, dans le faubourg alors élégant de Wollaston. Au milieu des années 1920, les industries textiles et le secteur de la chaussure de Nouvelle-Angleterre commencent leur long déclin et Frederick Cheever perd presque toute sa fortune et commence à boire. Afin de payer les factures, son épouse Mary Cheever ouvre une boutique de souvenirs dans le centre-ville de Quincy ce qui est ressenti comme une « profonde humiliation » par la famille, comme le considère John Cheever.
En 1926, Cheever entre à la Thayer Academy, une école privée locale, mais il trouve l'ambiance étouffante et n'obtient pas de bonnes notes; finalement, il est transféré à la Quincy High School en 1928. Un an plus tard, il remporte un concours de nouvelles sponsorisé par le Boston Herald et est invité à retourner à la Thayer Academy comme « étudiant de marque ». Cependant ses notes ne sont toujours pas bonnes et en mars 1930 il est expulsé, pour avoir fumé du tabac selon une version, ou selon une autre, selon sa propre décision, après avoir reçu un avertissement du proviseur lui enjoignant de changer de comportement. Le jeune homme de dix-huit ans écrit un compte-rendu sarcastique de cet épisode intitulé Expelled, nouvelle publiée dans The New Republic en 1930.
À cette époque, le frère aîné de Cheever, Fred, est forcé de quitter le Dartmouth College en 1926 car ses parents ne peuvent plus payer ses études et John Cheever remarque qu'il est revenu « lorsque la situation était hautement pénible et critique ». Après la faillite en 1932 de Kreuger & Toll, dans laquelle Frederick Cheever avait investi ce qu'il lui restait d'argent, la maison des Cheever de la Winthrop Avenue est vendue à l'encan et les parents finissent par se séparer. John et Fred prennent un petit appartement ensemble à Beacon Hill, à Boston. En 1933, John Cheever écrit à Elizabeth Ames, qui est à la tête de la colonie d'artistes de Yaddo à Saratoga Springs: « L'idée de quitter la ville », dit-il, « n'a jamais été aussi lointaine ou désirable. ». Elizabeth Ames refuse sa première candidature, mais lui offre une place l'année suivante, après quoi Cheever décide de rompre son « attachement disgracieux » à son frère. Cheever passe l'été 1934 à Yaddo, qui lui servira de résidence secondaire pendant une grande partie de sa vie.
Les années suivantes, Cheever partage son temps entre Manhattan, Saratoga, Lake George (où il s'occupe de l'île Trinua qui appartenait à la colonie de Yaddo), et Quincy, pour rendre visite à ses parents qui ont fini par se réconcilier et ont emménagé dans une appartement au 60 Spear Street. Cheever se rend d'un endroit à l'autre dans une vieille Ford A, sans avoir d'adresse permanente. En 1935, Katharine White du New Yorker lui achète sa nouvelle Buffalo, pour 45 dollars, la première d'une longue série publiée dans ce magazine. Maxim Lieber devient son agent littéraire entre 1935 et 1941. En 1938, il commence à travailler pour le Federal Writers' Project à Washington, ce qu'il considère comme un gâchis gênant. En tant que rédacteur du WPA Guide to New York City , Cheever est accusé d'avoir (comme il l'a dit) « tordu pour les remettre dans l'ordre des phrases écrites par des crétins incroyablement paresseux ». Il quitte au bout de moins d'un an ce travail et quelques mois plus tard fait la rencontre de sa future femme, Mary Winternitz, de sept ans sa cadette. Elle était la fille de Milton Winternitz, doyen de l'École de médecine de Yale, et la petite-fille de Thomas A. Watson, assistant d'Alexander Graham Bell à l'époque de l'invention du téléphone. Ils se marient en 1941.
Cheever s'enrôle dans l'armée le 7 mai 1942. Son premier recueil de nouvelles, The Way Some People Live, est publié en 1943, recevant des avis mitigés. Cheever lui-même en est venu à mépriser ce livre comme étant « d'une immaturité embarrassante », et d'ailleurs dès qu'il pouvait en trouver un exemplaire, il cherchait à le détruire. Cependant, ce livre lui a peut-être sauvé la vie car après être tombé entre les mains du major Leonard Spigelgass, cadre chez MGM et officier de l'Army Signal Corps, ce dernier est frappé par le « sens enfantin de l'émerveillement » de Cheever. Au début de l'été, Cheever est transféré dans l'ancien studio de Paramount à Astoria (Queens) (New York), où il fait la navette en métro depuis son appartement à Chelsea. Pendant ce temps, la plupart de son ancienne compagnie d'infanterie a été tuée sur une plage de Normandie lors de l'invasion du Jour J. La fille de Cheever, Susan, naît le 31 juillet 1943.
Après la guerre, Cheever et sa famille déménagent dans un appartement au 400 East 59th Street, près de Sutton Place, à Manhattan. En 1946, il accepte une avance de 4 800 dollars de la maison d'édition Random House pour sa nouvelle, The Holly Tree, qu'il avait abandonnée pendant la guerre. The Enormous Radio paraît le 17 mai 1947 dans The New Yorker. Son fils Benjamin naît le 4 mai 1948.
En mai 1951, il déménage à Beechwood, où il loue un petit cottage. Grâce aux droits du film The Housebreaker of Shady Hill, Cheever et sa famille passent l'année 1957 en Italie où naît leur fils Federico, le 9 mars 1957. The Wapshot Scandal est publié en 1964, et reçoit les meilleures critiques de toute sa carrière, au point qu'il fait la couverture de Time, le 27 mars, avec ces mots: « Ovide à Ossining » (Cheever a déménagé en 1961 dans une ferme de style colonial hollandais dénommée Ossining, sur la rive orientale de l'Hudson). À l'été 1966, une adaptation à l'écran du Plongeon, avec Burt Lancaster, est tournée à Westport. Cheever visite fréquemment le plateau et fait même une apparition dans le film.
À ce moment-là, l'alcoolisme de Cheever devient grave, exacerbé par les tourments concernant sa propre bisexualité (il a eu autrefois une courte liaison avec le compositeur Ned Rorem et un long attachement pour un de ses étudiants, Max Zimmer). Il consulte en 1966 un psychiatre, David C. Hays. Celui-ci demande un jour à voir le couple ensemble. Le Dr Hays déclare (comme Cheever l'a noté dans son Journal) que c'est Cheever lui-même le problème : « un homme névrosé, narcissique, égocentrique, sans amis et si profondément impliqué dans [ses] propres illusions défensives qu'[il] a inventé une femme maniaco-dépressive. ». Cheever met rapidement fin à la thérapie.
Bullet Park paraît en 1969, mais reçoit de mauvaises critiques. Son alcoolisme redouble et il commence une liaison avec l'actrice Hope Lange. Le 12 mai 1973, il doit faire en urgence un séjour à l'hôpital ayant frôlé la mort à cause d'un œdème pulmonaire et il jure sans succès de cesser de boire, mais son mariage va à vau l'eau. Il accepte d'enseigner en 1974 à l'université de Boston. Le 9 avril 1975, il fait une cure de désintoxication à New York pendant un mois et dès lors ne touche plus à l'alcool.
En mars 1977, la couverture de Newsweek est consacrée à Cheever avec la légende Un grand roman américain: Falconer de John Cheever. Le roman est n° 1 sur la liste des meilleures ventes du New York Times pendant trois semaines. À l'été 1981, il lui est découvert un cancer du poumon et il retourne à l'hôpital en novembre, apprenant que son cancer s'est répandu ailleurs. Son dernier roman, Oh What a Paradise It Seems, paraît en mars 1982. Il reçoit en avril la médaille nationale pour la littérature à Carnegie Hall et l'assistance est frappée par l'aspect ravagé de l'écrivain. Il meurt le 18 juin 1982. Il est enterré au Premier cimetière paroissial de Norwell (Massachusetts).

## Œuvre littéraire
Cheever est surtout renommé pour ses nouvelles. Il en a écrit plus de deux cents, parues d'abord dans des revues (principalement The New Yorker) avant d'être publiées en sept recueils, de 1942 (The Way Some People Live) à 1973 (The World of Apples). Ses nouvelles les plus applaudies sont The Enormous Radio et Torch Song (pour leur côté fantastique), Goodbye, My Brother (1950), The Country Husband (1954) et surtout The Swimmer (1964). The Stories of John Cheever (1978), regroupant une cinquantaine de nouvelles, a obtenu le prix Pulitzer de la fiction et le National Book Critics Circle Award en 1979. L'un des recueils les plus vendus de l'histoire, il a non seulement établi la réputation de son auteur mais ranimé l'intérêt des éditeurs et des lecteurs pour le genre de la nouvelle, le rendant commercialement viable et littérairement respectable.
L'œuvre de Cheever compte aussi cinq romans. The Wapshot Chronicle (1957) est lauréat du National Book Award en 1958. Suivent The Wapshot Scandal (1964), Bullet Park (1969), Falconer (1977) et Oh What A Paradise it Seems (1982).
Ses écrits se déroulent principalement dans les banlieues blanches, anglo-saxonnes et protestantes autour de New York et plus particulièrement à Westchester ; le Shady Hill dont il se fait le premier et fidèle chroniqueur. C'est la description de ce monde de cocktails, de pelouses fraîchement tondues, de liaisons extraconjugales, de gares de banlieue et de gueules de bois du dimanche qui lui a valu d'être surnommé « le Tchekhov des faubourgs » (mais Scott Fitzgerald, Faulkner, Flaubert et, spécialement Hemingway influencent aussi fortement son œuvre). Il est en effet considéré, aux États-Unis, comme l'un des auteurs ayant, avec Updike et Yates, le mieux dépeint la vie des classes moyennes américaines durant l'après-guerre,. La Nouvelle-Angleterre et l'Italie servent aussi de décor à une série de nouvelles.
Admiré par Hemingway ou Nabokov, Roth parle de « réalisme magique » pour qualifier l'étrangeté qui se dégage constamment de l'œuvre de Cheever, dont le plus grand talent est sans doute la capacité d'allier cynisme et générosité, de voir qu'absurdité et profondeur peuvent coexister, de les reconnaître tous deux, sans minimiser l'autre. Lui-même décrivait l'écriture (de fiction) comme une « expérimentation … On ne termine jamais une phrase sans avoir le sentiment qu'elle n'a jamais été couchée comme ça auparavant, et que peut-être la substance même de la phrase n'a jamais été ressentie… La finesse de sentiment et la vélocité m'ont toujours paru terriblement importantes. »
Il est moins connu hors de son pays natal et, notamment, en France où son œuvre n'a été traduite que vingt ans après sa mort, à de rares exception près. Le Ver dans la pomme,  L'Ange sur le pont, Insomnies et Déjeuner de famille, quatre recueils de nouvelles issus de The Stories of John Cheever, de même que quatre de ses romans sont désormais disponibles en français.

## Publications

### Romans

#### SérieWapshot
- The Wapshot Chronicle (1957) Publié en français sous le titre Les Wapshot, Paris, Julliard, 1965 ; réédition, Paris, 10/18 no 1719, 1985 ; réédition, Paris, Le Serpent à plumes, Motifs no 82, 1999 ; réédition, Paris, Le Livre de poche. Biblio no 3390, 2004 ; réédition, Paris, Gallimard, Folio no 4714, 2008
- The Wapshot Scandal (1964)

#### Autres romans
- Bullet Park (1969) Publié en français sous le titre Les Lumières de Bullet Park, Paris, Le Serpent à plumes, Fiction étrangère, 2000 ; réédition, Paris, Gallimard, Folio  no 4827, 2008
- Falconer (1977) Publié en français sous le titre Falconer, Paris, Julliard, 1978 ; réédition, Paris, 10/18 no 1720, 1985 ; réédition, Paris, Le Serpent à plumes, Motifs no 82, 1999 ; réédition, Paris, Le Livre de poche. Biblio no 3390, 2004 ; réédition, Paris, Gallimard, Folio no 4966, 2009
- The Leaves, the Lion-Fish and the Bear (1980)
- Oh, What a Paradise It Seems (1982), dernier ouvrage publié peu avant sa mort Publié en français sous le titre On dirait vraiment le paradis, Paris, Losfeld, 2009  (ISBN 978-2-07-078722-7)  ; réédition, Paris, Gallimard, Folio no 5155, 2010

### Recueils de nouvelles
- The Way Some People Live (1943)
- The Enormous Radio and Other Stories (1953)
- Stories (1956), en collaboration avec Jean Stafford, Daniel Fuchs, et William Maxwell
- The Housebreaker of Shady Hill and Other Stories (1958)
- Some People, Places and Things That Will Not Appear In My Next Novel (1961)
- The Brigadier and the Golf Widow (1964)
- The World of Apples (1973)
- The Stories of John Cheever (1978) Prix Pulitzer Publié partiellement en français sous le titre Insomnies, Paris, Le Serpent à plumes, Fiction étrangère, 2000 ; réédition, Paris, Le Livre de poche. Biblio no 3359, 2002 Publié partiellement en français sous le titre L'Ange sur le pont[21], Paris, Le Serpent à plumes, Fiction étrangère, 2001 ; réédition, Paris, Le Serpent à plumes, Motifs no 163, 2002 Publié partiellement en français sous le titre Déjeuner de famille, Paris, Losfeld, 2007 ; réédition, Paris, Gallimard, Folio no 4999, 2009 Publié partiellement en français sous le titre Le Ver dans la pomme, Paris, Losfeld, 2008 ; réédition, Paris, Gallimard, Folio no 5088, 2010
- The Stories of the Supernatural (1987)
- Collected Stories (1990), anthologie posthume
- The Uncollected Stories by John Cheever: 1930-1981 (1990), anthologie posthume
- Fall River, and Other Uncollected Stories (1994), anthologie posthume
- Thirteen Uncollected Stories by John Cheever (1994), anthologie posthume Publié en français sous le titre L'Homme de ses rêves (12 nouvelles), Paris, Losfeld, 2011 ; réédition, Paris, Gallimard, Folio no 5512, 2012

### Autres publications
- The Letters of John Cheever (1988), édité par son fils, Benjamin Cheever
- The Journals of John Cheever (1991-1999)
- Glad Tidings: A Friendship in Letters (1993)